# Nevado del Quindío
De Nevado del Quindío, is een slapende vulkaan gelegen in de Cordillera Central op het punt waar de Colombiaanse departementen Quindío (Salento), Risaralda (Pereira) en Tolima (Ibagué) samenkomen. De stratovulkaan is met 4.760 meter de op 11 na hoogste berg van Colombia.

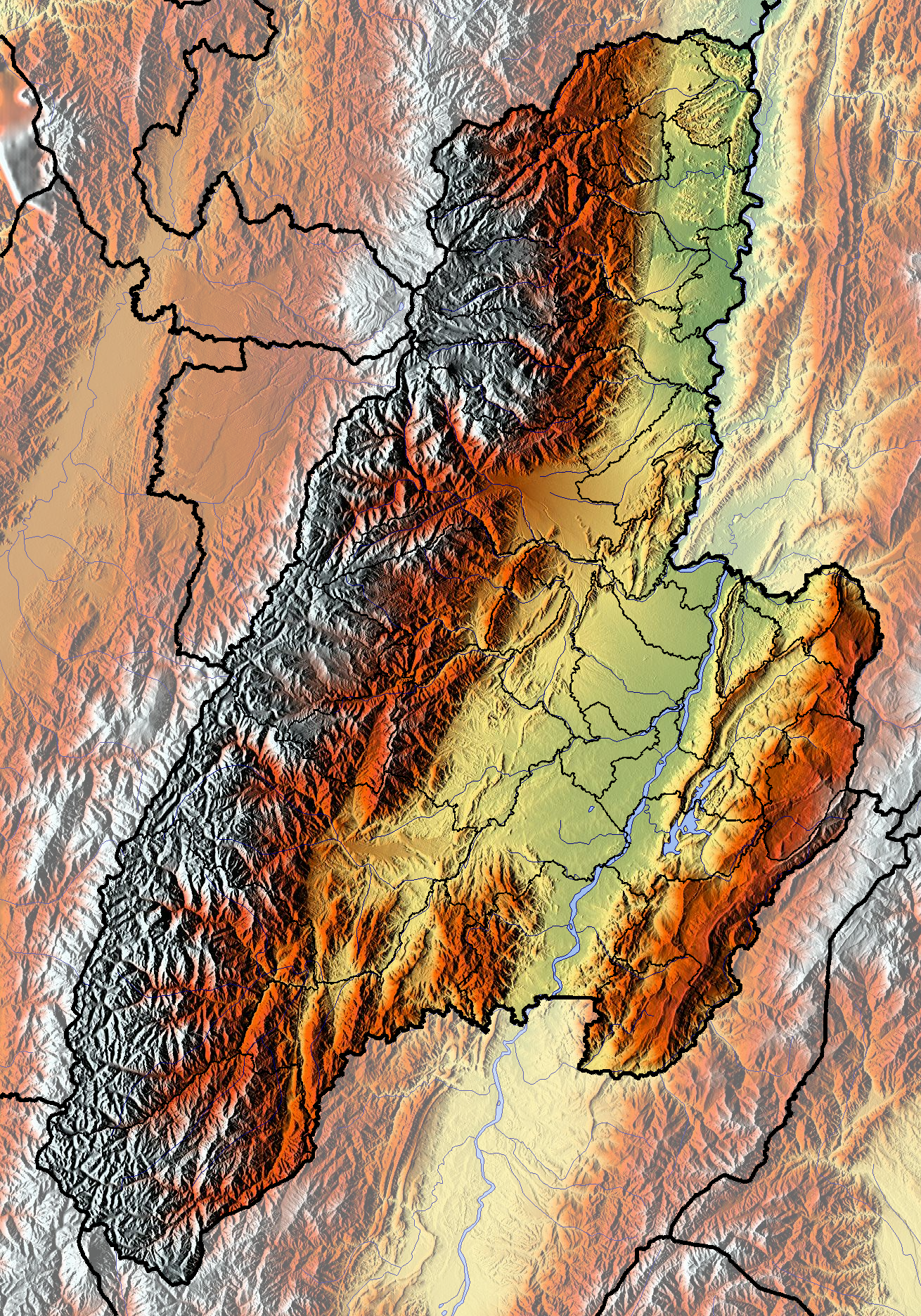
Gebied waar Nevado del Quindío ligt

De berg wordt bedekt door een gletsjer die de laatste decennia in grootte is afgenomen. De meest populaire beklimming vindt plaats vanuit de Vallei van Cocora, nabij het stadje Salento. 
De bekende Duitse botanicus Alexander von Humboldt bezocht het gebied in 1801. Hij beschreef hier nieuwe flora en fauna, in het bijzonder de frailejón.